# Francis Urquhart
Francis Ewan Urquhart, o più semplicemente F. U. (Bruichcladdich, 1936 - Londra, 30 luglio 2003), è un personaggio d'invenzione, protagonista della trilogia di Lord Michael Dobbs (House of Cards, House of Cards 2: Scacco al re e House of Cards 3: Atto finale) e reso celebre dalla miniserie di 4 puntate della BBC, diretta da Paul Seed.
A lui s'ispira il Frank Underwood dell'omonima rivisitazione statunitense, interpretato dal premio Oscar Kevin Spacey.
Urquhart è un politico dell'estrema destra Tory e membro della Camera dei Comuni.
È solito rivolgersi allo spettatore della serie rompendo la quarta parete, con l'intento di esplicitare le sue intenzioni e di renderlo complice.
Sin dal primo episodio di House of Cards si apprende che è un uomo incredibilmente scaltro, dotato di una rara comprensione delle dinamiche politiche e di partito. Grazie a ciò, dopo aver spodestato con successo il moderato Henry Collingridge, riesce a vincere la corsa per la leadership conservatrice e ad insediarsi come primo ministro del Regno Unito, carica che manterrà per tre mandati consecutivi fino alla sua morte (battendo di un giorno il record di Margaret Thatcher). 
Ama celarsi dietro la formula sibillina: «You might very well think that, I couldn't possibly comment» ("Lei ha tutto il diritto di pensarlo, io non potrei assolutamente commentare"), oggi ricorrente nel dibattito politico britannico.
I primi episodi della miniserie vennero mandati in onda proprio quando i conservatori erano impegnati nella scelta del successore della "Lady di Ferro", nel novembre 1990.

## Aspetti biografici
Nato nel 1936 come ultimo di tre figli del conte di Bruichladdich, Urquhart visse un’infanzia segnata dalla solitudine. 
Il fratello maggiore, Alistair, perse la vita durante la Seconda Guerra Mondiale. William, il secondogenito, si occupava della gestione della tenuta di famiglia, sedendo occasionalmente alla Camera dei Lord.
Spinto dal desiderio di misurarsi con gli altri e dalle difficoltà economiche delle Highlands scozzesi, giovane, decise di trasferirsi a sud. Compiuta la maggiore età, si arruolò nell’esercito britannico e fu di stanza a Cipro nel corso dell’emergenza del 1955-1959, dove si distinse per la tenacia dimostrata nella cattura e nell’interrogatorio dei membri dell’EOKA.
Durante il servizio, nel 1956, assassinò i fratelli Georgios ed Euripides Passolides, due combattenti greco-ciprioti.
Prima di questa esperienza militare, Urquhart aveva frequentato il Fettes College di Edimburgo e, terminato il servizio, si iscrisse alla facoltà di storia dell'Università di Oxford, senza tuttavia portare a termine il corso di laurea. 
Successivamente si dedicò all’insegnamento, specializzandosi nello studio del Rinascimento italiano, acquisendo particolare autorevolezza nel campo del dominio mediceo e del pensiero di Niccolò Machiavelli.
Nel 1960 convolò a nozze con Elizabeth McCullogh - o Miranda, nei romanzi - figlia del magnate del whisky William McCullogh.
Dopo la morte per suicidio del padre, nel 1974, Urquhart abbandonò la carriera accademica per entrare in politica, scelta che gli costò l’affetto materno a causa del rifiuto di prendersi cura del patrimonio familiare. Aderì al Partito Conservatore e vinse l'elezione a deputato per il collegio di New Forest.
Divenuto consigliere privato, ottenne il titolo di “Right Honourable” e iniziò la sua ascesa, ricoprendo le cariche di capogruppo parlamentare e Segretario al Tesoro nel 1987, sotto il governo di Margaret Thatcher.
Definendosi un "uomo dietro le quinte" impegnato a “tenere le truppe in riga”, esercitò la funzione di Whip con maestria, guadagnandosi l'appoggio dei colleghi. Ebbe il compito cruciale di fare pressione per assicurare l’approvazione delle leggi necessarie, il che richiedeva una profonda conoscenza dei deputati del partito e, soprattutto, dei loro segreti più compromettenti.
Questi segreti, custoditi gelosamente in un libro nero chiuso a chiave all’interno di una cassaforte inaccessibile persino al Primo Ministro, divennero la sua più potente arma. Molti parlamentari dovettero la loro carriera proprio alla sua capacità di gestire, e se necessario occultare, i loro scandali personali.
In tale modo, Urquhart si garantì anche la cieca fedeltà degli onorevoli attraverso un sistema di paura e ricatto, consolidando il suo potere.
Nel lavoro fu affiancato dal suo braccio destro Tim Stamper, suo junior Whip, con il quale condivideva metodi tutt’altro che ortodossi di persuasione e coercizione, indispensabili per muoversi nell’intricato mondo della politica.
All’indomani della vittoria dei Conservatori alle elezioni generali del 1990, Urquhart avanzò al Primo Ministro Henry Collingridge una proposta di rimpasto governativo, sostenendo la propria nomina a Ministro degli Esteri e l’assegnazione di incarichi di rilievo ad altri esponenti della destra rurale. Tale memorandum venne tuttavia respinto, suscitando l’ira del deputato, che decise di architettare nell’ombra una vendetta articolata.
Con la benedizione della moglie, anch’ella spietata manipolatrice, intraprese dapprima una relazione con Mattie Storin, reporter del tabloid conservatore The Chronicle, avvalendosi di lei per colpire il gruppo dirigente Tory e Downing Street attraverso scandali.
Successivamente, ricorse al ricatto nei confronti di Roger O’Neill, consulente per le pubbliche relazioni del partito, approfittando della sua dipendenza dalla cocaina. Urquhart lo costrinse a far trapelare alla stampa informazioni riservate sui tagli di bilancio, creando un’imbarazzante situazione per Collingridge e facendo ricadere la colpa sul chairman Theodore Billsborough, accusando questi di aver diffuso un sondaggio interno che evidenziava un calo dei consensi per i Conservatori.
Sfruttando la crescente fragilità del Primo Ministro, Urquhart esortò il Ministro degli Esteri Patrick Woolton e il proprietario del Chronicle Benjamin Landless a sostenerne la destituzione. Infine, non pago, si finse Charles Collingridge - fratello alcolizzato di Henry - per negoziare l’acquisto di azioni di una società chimica che avrebbe tratto vantaggio da informazioni privilegiate governative.
Con tali manovre, espose il premier a pesanti accuse di insider trading, costringendolo a rassegnare le dimissioni.
Nella conseguente competizione per la leadership del partito, Urquhart finse inizialmente di non essere interessato a candidarsi, per poi annunciare la sua partecipazione alla corsa.
Con l’aiuto di Stamper, si mosse affinché i suoi avversari abbandonassero uno ad uno: organizzò una manifestazione che vide il Ministro della Salute, Peter MacKenzie, investire accidentalmente una contestatrice disabile; il Ministro dell’Istruzione, Harold Earle, fu invece ricattato con l’invio anonimo di fotografie che lo ritraevano in compagnia di un ragazzo a pagamento.
Il primo scrutinio vide Urquhart affrontare Patrick Woolton e Michael Samuels, Segretario all’Ambiente. 
Per estromettere Woolton, Urquhart fece pressione su O'Neill nei giorni del congresso del partito affinché inducesse Penny Guy, assistente personale e amante di Woolton, ad avere un’avventura di una notte con lo stesso nella sua suite, episodio che Urquhart fece registrare su una cassetta intercettata. Quando la registrazione giunse a Woolton, questi fu indotto a sospettare che dietro l’operazione vi fosse Samuels e, convinto di un complotto, si schierò al fianco di Urquhart nella competizione. 
Samuels fu costretto a ritirarsi quando i tabloid rivelarono il suo passato di sostegno a cause di estrema sinistra durante gli anni universitari a Cambridge.
Nel frattempo, Storin, insospettita dalle incongruenze nelle accuse rivolte a Collingridge e a suo fratello, iniziò ad approfondire le indagini. Per conto di Urquhart, O’Neill ordinò di vandalizzare l’auto e l’appartamento della giornalista, in un chiaro atto di intimidazione. Tuttavia, il disagio di O’Neill aumentava di pari passo con la sua crescente instabilità dovuta alla dipendenza dalla cocaina. Urquhart, approfittando di ciò, mescolò la sua droga con del veleno per topi, provocandone il suicidio dopo che questi ebbe assunto la sostanza in un bagno di un’area di servizio autostradale sulla M27, a Rownhams. Storin, inizialmente inconsapevole della verità a causa del rapporto di complicità con Urquhart, giunse infine a comprendere la responsabilità di quest’ultimo nella morte di O’Neill, nella caduta di Collingridge e degli altri concorrenti.
Quando la vittoria di Urquhart appariva ormai inevitabile, Storin lo affrontò sul giardino pensile del Parlamento. Il deputato le confessò l’omicidio di O’Neill e tutte le sue azioni, dopodiché chiese alla giornalista se potesse fidarsi di lei; sebbene Storin rispondesse affermativamente, egli non le credette e la spinse nel vuoto, uccidendola.
Dopo aver ottenuto la vittoria al ballottaggio finale, Urquhart si recò a Buckingham Palace, dove la Regina Elisabetta II lo incaricò di formare un nuovo governo in qualità di Primo Ministro.

## Pensiero politico
Benché Urquhart sia un conservatore pragmatico, ovvero non influenzato da particolari ideologie, si definisce un "semplice, sensato Tory vecchio stile". In particolare, in economia ha un chiaro atteggiamento libertario (pochi interventi statali e poche tasse) mentre sui temi sociali è quasi reazionario.
- Politica interna. Si dimostra essere particolarmente ostile al concetto di welfare state, dicendo che la Gran Bretagna "non è un Paese di assistenti sociali, o di clienti di assistenti sociali, ma [...] una nazione vigorosamente orgogliosa di se stessa e [...] - Dio volendo - una nazione con la quale fare i conti". In tal senso le sue politiche includono l'introduzione del reato di vagabondaggio e portano a uno stravolgimento del National Health Service; in quest'ultimo caso, viene negato l'accesso alle cure sanitarie finanziate dal Regno ai pensionati, a meno che non avessero già versato contributi al sistema previdenziale. Le sue politiche includono anche l'abolizione del Arts Councils e l'introduzione della leva militare obbligatoria.

Durante un'intervista a un canale televisivo (probabilmente l'equivalente di Newsnight della BBC), Urquhart definisce la sua visione della società britannica, affermando che: "C'è una profonda divisione nella nostra società tra coloro che vogliono lavorare e godere dei frutti della loro fatica, e rispettare le leggi del Regno, e un crescente numero di coloro che è diventato di moda chiamare "i disaffezionati", "gli svantaggiati", "i diversamente motivati", quello che si usava un tempo chiamare "gente pigra", gente disonesta che non vuole assumersi la responsabilità delle proprie azioni o della propria vita". Nella stessa intervista, il Primo Ministro si scaglia contro la cultura giovanile, affermando che: "Non va bene che i nostri giovani nel pieno delle loro forze spendano metà del giorno a poltrire a letto e la restante parte a vendersi o a rubarsi droga l'un l'altro". La soluzione a questo stato di cose è l'introduzione della leva obbligatoria "per dare ai nostri giovani la possibilità di apprendere l'auto-disciplina, la possibilità di sentirsi orgogliosi di loro stessi".
Durante il secondo mandato, un'escalation di attentati dell'organizzazione terroristica IRA, portò Urquhart all'introduzione di leggi speciali controverse e poco trasparenti. Diversi attentati vennero coperti dal segreto di Stato, che nel Regno Unito ha durata cinquantennale. Curiosamente, le sue politiche non prevedono delle limitazioni all'immigrazione. Le accuse di razzismo a Urquhart e ai suoi tre governi non sono corroborate in alcun modo.
- Politica economica. Molto poco delineata. Favoriscono l'approccio de-regolatorio introdotto da Margaret Thatcher negli anni Ottanta e portano all'indebolimento delle leggi anti-trust, specie a favore dell'editoria.

- Politica estera. Urquhart è poco interessato alla politica estera. È sostanzialmente euroscettico: afferma che accetterebbe per il Regno Unito una maggiore integrazione con il continente a patto che le altre nazioni europee parlassero l'Inglese. Durante un'interrogazione parlamentare, Urquhart asserisce che "la Gran Bretagna ha molto di più da insegnare al mondo, che non il contrario". L'unico suo successo in politica estera è rappresentato dal ridisegnamento del confine tra la parte greca e la parte turca dell'isola di Cipro; esso si rivelerà un'amara vittoria di Pirro, tuttavia, dal momento che il nuovo confine esclude la parte greca dallo sfruttamento di abbondanti giacimenti di petrolio. Urquhart cercherà di sfruttare i disordini: in calo di popolarità, mobilita l'esercito britannico per proteggere gli interessi inglesi sull'isola, sperando in una replica della rapida e fulgida vittoria di 20 anni prima alle isole Falklands.